# Heath Ledger
Heath Andrew Ledger (ur. 4 kwietnia 1979 w Perth, zm. 22 stycznia 2008 w Nowym Jorku) – australijski aktor, fotograf i reżyser teledysków.
Po zagraniu ról w kilku australijskich produkcjach telewizyjnych i filmowych w latach 90. przeniósł się do Stanów Zjednoczonych w 1998, aby dalej rozwijać karierę filmową. Na jego twórczość składają się m.in. filmy: Zakochana złośnica (1999), Patriota (2000), Czekając na wyrok (2001), Królowie Dogtown (2005), Tajemnica Brokeback Mountain (2005), Candy (2006), I’m Not There. Gdzie indziej jestem (2007), Mroczny Rycerz (2008) i Parnassus: Człowiek, który oszukał diabła (2009), dwa ostatnie to pośmiertne premiery. Wyprodukował i wyreżyserował także teledyski, aspirował do roli reżysera filmowego.
Za kreację Ennisa Del Mara w amerykańsko-kanadyjskim melodramacie westernie Anga Lee Tajemnica Brokeback Mountain (2005) został uhonorowany nagrodą Stowarzyszenia Nowojorskich Krytyków Filmowych dla najlepszego aktora i był pierwszym aktorem, który pośmiertnie zdobył tę nagrodę dla najlepszego aktora międzynarodowego przyznaną przez Australian Film Institute. Był nominowany do nagrody BAFTA, Nagroda Gildii Aktorów Ekranowych, Złotego Globu i Oscara dla najlepszego aktora. Pośmiertnie zdobył nagrodę Independent Spirit Robert Altman 2007 z resztą obsady, reżyserem i kierownikiem obsady biograficznego dramatu muzycznego Todda Haynesa I’m Not There. Gdzie indziej jestem (2007), który został zainspirowany życiem i piosenkami amerykańskiego piosenkarza Boba Dylana i w którym zagrał fikcyjnego aktora Robbiego Clarka, jedną z sześciu postaci uosabiających aspekty życia i osobowości Dylana.
Zmarł w wieku 28 lat wskutek przypadkowego przedawkowania leków. Kilka miesięcy przed śmiercią skończył kręcić zdjęcia do filmu Christophera Nolana Mroczny Rycerz (2008), w którym zagrał postać Jokera, a także kręcił film Parnassus: Człowiek, który oszukał diabła, w którym zagrał swoją ostatnią rolę – Tony’ego Sheparda. Występ w roli Jokera przyniósł mu powszechne uznanie wśród fanów i krytyków. Otrzymał wiele nagród pośmiertnych za swoją pracę nad Mrocznym rycerzem, w tym Oscara, Złoty Glob i nagrodę BAFTA dla najlepszego aktora drugoplanowego oraz nagrodę dla najlepszego aktora międzynarodowego od Australian Film Institute.

## Życiorys

### Wczesne lata
Urodził się w Perth, jako syn Sally Ledger Bell (z domu Ramshaw), nauczycielki języka francuskiego, i Kima Ledgera, kierowcy rajdowego i inżyniera górnictwa, którego rodzina założyła i była właścicielem odlewni Ledger Engineering Foundry. Pochodził z rodziny o korzeniach szkockich i irlandzkich. Uczęszczał do Mary’s Mount Primary School w Gooseberry Hill, a później do Guildford Grammar School, gdzie w wieku dziesięciu lat wystąpił w tytułowej roli w przedstawieniu Piotruś Pan. Jego rodzice rozstali się, gdy miał dziesięć lat, a rozwiedli się, gdy miał jedenaście lat. Do aktorstwa na scenie zainspirowała go starsza siostra Kate, aktorka, a później publicystka, a jego miłość do Gene’a Kelly’ego zainspirowała jego udaną choreografię, co doprowadziło do pierwszego zwycięstwa chłopięcego zespołu Guildford Grammar na Rock Eisteddfod Challenge.

### Kariera
Po raz pierwszy trafił przed kamery u boku Erniego Dingo jako sierota klaun w komediodramacie przygodowym Clowning Around (1992), którego współscenarzystą był Tom Cavanagh. Następnie pojawił się jako rowerzysta w trzech odcinkach komediowego serialu familijnego Wyspa przygód (Ship to Shore, 1993−1994). W wieku 16 lat wraz ze swoim najlepszym przyjacielem Trevorem wyjechał do Sydney, próbując sił w aktorstwie. Wkrótce wystąpił w australijskim serialu dla dzieci i młodzieży Siódme poty (Sweat, 1996) jako Snowy Bowles i operze mydlanej Seven Network Zatoka serc (Home and Away, 1997) jako Scott Irwin. Pierwszą rolą w amerykańskiej produkcji była postać Connora, 20-letniego księcia Irlandii w serialu przygodowym Fox Prawo miecza (Roar, 1997). Następnie zagrał w filmach: Zakochana złośnica (1999), Patriota (2000) u boku Mela Gibsona, Czekając na wyrok (2001), Obłędny rycerz (2001), Ned Kelly (2003) i Nieustraszeni bracia Grimm (2005). Wcielił się także w słynnego Giacomo Casanovę w filmie o tym samym tytule (2005).
Za jedną z głównych ról w filmie Anga Lee Tajemnica Brokeback Mountain (2005) otrzymał nominacje do Oscara (za najlepszą główną rolę męska), Złotego Globu (za najlepszą rolę męską w dramacie) i nagrody BAFTA (za główną rolę męską).
Wyreżyserował teledyski dla rapera N’fa „Seduction is Evil” (2005) i „Cause an Effect” (2006), Bena Harpera „Morning Yearning” (2006) i zespołu Modest Mouse „King Rat” (2009).

### Śmierć
22 stycznia 2008 gospodyni znalazła go nieprzytomnego w apartamencie na Manhattanie. Wezwany lekarz stwierdził zgon. W mieszkaniu obok ciała aktora znaleziono opakowanie tabletek nasennych, jednak zarówno policja, jak i znajomi aktora zdarzenie określają raczej jako tragiczny wypadek, a nie świadome przedawkowanie. Według nowojorskiego zespołu medycyny sądowej aktor zmarł na skutek stopniowego gromadzenia się w organizmie mieszanki sześciu leków na receptę, które przyjmował, co doprowadziło do zatrucia organizmu, zapaści i śmierci. Był w trakcie zdjęć do filmu Parnassus, w którym grał główną rolę Tony’ego. Jego nagła śmierć zmusiła produkcję do zmiany scenariusza. W postać Tony’ego wcieliło się później trzech aktorów: Johnny Depp, Jude Law i Colin Farrell. Trzej aktorzy swoje honoraria postanowili przekazać córce Heatha, Matildzie, aby w ten sposób finansowo zabezpieczyć jej przyszłość.
W 2009 podczas 66. Ceremonii wręczenia Złotych Globów pośmiertnie nagrodzono go statuetką w kategorii najlepszy aktor drugoplanowy za rolę Jokera w filmie Mroczny Rycerz. 22 lutego 2009 otrzymał pośmiertnie Oscara za drugoplanową rolę męską w Mrocznym rycerzu. W imieniu Ledgera statuetkę odebrała rodzina aktora – jego matka, ojciec i siostra, a została ona przekazana córce Heatha, Matildzie.

## Życie prywatne
W latach 2002–2004 był związany z aktorką Naomi Watts. W czerwcu 2004 związał się z aktorką Michelle Williams, z którą miał córkę Matildę (ur. 28 października 2005). Para rozstała się we wrześniu 2007.

## Filmografia

### Filmy fabularne
- 1992: Clowning Around jako klaun (niewymieniony w czołówce)
- 1997: Cztery łapy (Paws) jako Oberon
- 1997: Żyć w Blackrock (Blackrock) jako Toby Ackland
- 1999: Partnerska rozgrywka (Two Hands) jako Jimmy
- 1999: Zakochana złośnica (10 Things I Hate About You) jako Patrick Verona
- 2000: Patriota (The Patriot) jako Gabriel Martin
- 2001: Czekając na wyrok (Monster's Ball) jako Sonny Grotowski
- 2001: Obłędny rycerz (A Knight’s Tale) jako William Thatcher
- 2002: Cena honoru (The Four Feathers) jako Harry Faversham
- 2003: Ned Kelly jako Ned Kelly
- 2003: Zjadacz grzechów (The Order lub  The Sin Eater) jako Alex Bernier
- 2005: Królowie Dogtown (Lords of Dogtown) jako Skip Engblom
- 2005: Tajemnica Brokeback Mountain (Brokeback Mountain) jako Ennis Del Mar
- 2005: Casanova jako Casanova
- 2005: Nieustraszeni bracia Grimm (The Brothers Grimm) jako Jacob Grimm
- 2006: Candy jako Dan
- 2007: I’m Not There. Gdzie indziej jestem (I’m Not There) jako Robbie
- 2008: Mroczny Rycerz (The Dark Knight) jako Joker
- 2009: Parnassus: Człowiek, który oszukał diabła (The Imaginarium of Doctor Parnassus) jako Tony

### Seriale telewizyjne
- 1993−1994: Wyspa przygód (Ship to Shore) jako rowerzysta
- 1996: Siódme poty (Sweat) jako Snowy Bowles
- 1997: Zatoka serc (Home and Away) jako Scott Irwin
- 1997: Prawo miecza (Roar) jako Conor

## Nagrody
- Nagroda Akademii Filmowej Najlepszy aktor drugoplanowy: 2009 Mroczny Rycerz
- Złoty Glob Najlepszy aktor drugoplanowy: 2009 Mroczny Rycerz
- Nagroda BAFTA Najlepszy aktor drugoplanowy: 2009 Mroczny Rycerz
- Nagroda Gildii Aktorów Ekranowych Najlepszy aktor drugoplanowy: 2009 Mroczny Rycerz